# Неклюдов, Анатолий Васильевич
Анато́лий Васи́льевич Неклюдов (4 (16) апреля 1856, Афины, Греция — 18 сентября 1943, Ницца, Франция) — русский дипломат из рода Неклюдовых, тайный советник (1916), автор воспоминаний.

## Биография
Родился в семье с дипломатическими традициями, внук С. П. Неклюдова и Г. А. Катакази, племянник посла в США К. Г. Катакази и министра юстиции Д. Н. Замятнина.
Окончил историко-филологический факультет Московского университета.
С 1881 года служил в МИДе: был секретарём представительств в Болгарии, Константинополе, Сербии и Штутгарте, советником во Франции. В 1904—1905 годах представлял интересы России в Международной следственной комиссии по Гулльскому инциденту. В 1911—1913 годах — чрезвычайный посланник и полномочный министр России в Болгарии; содействовал созданию в 1912 году Балканского союза. В 1913—1917 годах — чрезвычайный посланник и полномочный министр России в Швеции; в 1914 году при его участии решался важный для России вопрос — останется ли Швеция нейтральной в Первой мировой войне.
В апреле 1917 года Временным правительством был назначен послом России в Испании. В августе, после неудачи корниловского выступления, отправил А. Ф. Керенскому незашифрованную телеграмму с обвинениями, что тот губит Россию, и ушёл с дипломатической службы. Приказом Л. Троцкого, народного комиссара по иностранным делам, 28 ноября 1917 года уволен с поста посла в Испании.
С 1917 года — в эмиграции. Жил под Грасом на юге Франции. В начале Гражданской войны в России был членом монархической группы, входившей в объединение «Правый центр». Участвовал в жизни русской эмиграции — был старостой Ниццского прихода. Автор ряда мемуаров; публиковался в La Revue des deux mondes, Le Gaulois, Petit niçois.
Умер в 1943 году, похоронен на кладбище Кокад.

## Сочинения

### Мемуары дипломата
- Diplomatic Reminiscences Before and During the World War, 1911—1917. — London, 1920.
- Souvenirs diplomatiques. En Suède pendant la guerre mondiale. Paris, 1926.

Как указывает БРЭ, воспоминания Неклюдова о дипломатической службе — ценный источник информации о деятелях и дипломатических манёврах того времени.

### «Старые портреты: семейная летопись»
- Старые портреты: семейная летопись (2 тома). — Paris: Книжное дело «Родник» (La Source). 1932, 1933.

Книга вышла с предисловием И. А. Бунина, в котором он писал:

Повествование А. В. Неклюдова обладает качествами, присущими характеру самого автора: живостью, непосредственностью, изящной простотой, тонким остроумием, одушевлено сердечной, хотя и не слепой любовью к русскому прошлому, изложено отличным и несколько своеобразным языком. … Жизнь героев летописи, их характер, их поступки, их личные обстоятельства тесно связаны с современными и историческими событиями, историческим бытом, дышат в русской исторической атмосфере и как бы иллюстрируют её.

Книга была первым исследованием истории рода Неклюдовых, в ней дан подробный очерк жизни провинциального дворянства XV—XVIII веков.

## Награды
- Орден Святого Владимира 2-й ст.[9]
- Орден Святого Станислава 1-й ст.
- Орден Святой Анны 1-й ст.
- Знак Красного Креста
- Медаль «В память царствования императора Александра III»
- Медаль «В память 300-летия царствования дома Романовых»

Иностранные:
- французский орден Почётного легиона, офицер
- черногорский Орден Князя Даниила I 3-й ст.
- сербский Орден Таковского креста 2-й ст. со звездой
- сербский Орден Святого Саввы 3-й ст.

## Семья

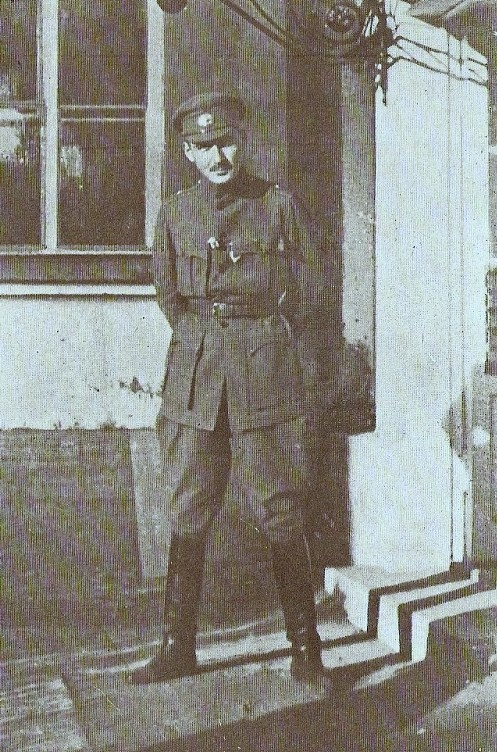
Сергей Неклюдов
в 1916 году

Жена — Надежда Васильевна Безобразова (1865—1945), дочь Василия Григорьевича Безобразова (1833—1919) от брака его с княжной Ольгой Петровной Горчаковой (1833—1873); внучка Г. М. Безобразова и князя П. Д. Горчакова.
Их дети:
- Ольга (30.01.1884 — 4.04.1884)[11], похоронена в Буюк-Дере, на русском кладбище.
- Василий (30.05.1885[12] — 2.06.1901), умер от псевдолейкемии в Штутгарте, похоронен в Москве на кладбище Донского монастыря.
- Пётр (1886—1918), секретарь при русском посольстве в Риме, умер во Франции и похоронен на кладбище Пасси.
- Сергей (1890—1916), прапорщик лейб-гвардии 4-го стрелкового Императорской Фамилии полка; погиб 15 июля 1916 года, посмертно награждён Георгиевским оружием[13]
- Елена (1892—1931), фрейлина, замужем за бароном Гастоном Генриховичем Гротгусом, умерла в Париже.
- Елизавета (1899—1982), не замужем, похоронена на православном кладбище Ниццы.